# Bahnstrecke Annaberg-Buchholz–Schwarzenberg
| Ausschnitt der Streckenkarte Sachsen von 1902 | |                                               |                                    |
| Streckennummer: | 6624; sä. BSg |                                               |                                    |
| Kursbuchstrecke (DB): | 536 (1997) |                                               |                                    |
| Kursbuchstrecke: | 143 (Gesamt) 143f (Walthersdorf (Erzgeb) – Schlettau (Erzgeb)) jeweils 1934 171 (Gesamt) 171c (Walthersdorf (Erzgeb) – Schlettau (Erzgeb)) 170m (Schlettau (Erzgeb) – Scheibenberg) jeweils 1946 |                                               |                                    |
| Streckenlänge: | 24,114 km |                                               |                                    |
| Spurweite: | 1435 mm (Normalspur) |                                               |                                    |
| Maximale Neigung: | 25 ‰ |                                               |                                    |
| Minimaler Radius: | 190 m |                                               |                                    |
| Streckengeschwindigkeit: | 50 km/h |                                               |                                    |
| | |                                               |                                    |
| \| \| \| von Annaberg-Buchholz unt Bf \| \| \| \| 0,000 \| Annaberg-Buchholz Süd früher Buchholz (Sachs) \| 574 m \| \| \| \| nach Vejprty \| \| \| \| 1,355 \| EÜ Buchholzer Weg (39 m) \| EÜ Buchholzer Weg (39 m) \| \| \| \| Scheitelpunkt \| 648 m \| \| \| 5,625 \| Brücke Rosenbach (39 m) \| Brücke Rosenbach (39 m) \| \| \| \| von Crottendorf ob Bf \| \| \| \| 5,941 \| Walthersdorf (Erzgeb) \| 587 m \| \| \| 6,385 \| Zschopaubrücke (47 m) \| Zschopaubrücke (47 m) \| \| \| 6,490 \| Brücke Mühlgraben (37 m) \| Brücke Mühlgraben (37 m) \| \| \| 7,240 \| Schlettau (Erzgeb) \| 584 m \| \| \| 7,690 \| Anst Agrochemisches Zentrum \| Anst Agrochemisches Zentrum \| \| \| 10,645 \| Scheibenberg (ehem. Bf.) \| 623 m \| \| \| \| nach Zwönitz \| \| \| \| 16,093 \| Viadukt Markersbach (236 m) \| Viadukt Markersbach (236 m) \| \| \| \| Talbrücke Bundesstraße 101 \| \| \| \| 16,740 \| EÜ Abrahamsbachtal (70 m) \| EÜ Abrahamsbachtal (70 m) \| \| \| 17,062 \| Viadukt Mittweidatal (86 m) \| Viadukt Mittweidatal (86 m) \| \| \| \| Talbrücke Bundesstraße 101 \| \| \| \| 18,130 \| Markersbach (Erzgeb) \| 484 m \| \| \| 18,50 \| Brücke Mühlgraben (10 m) \| Brücke Mühlgraben (10 m) \| \| \| 18,601 \| Brücke Große Mittweida (15 m) \| Brücke Große Mittweida (15 m) \| \| \| 19,400 \| Raschau (b Schwarzenberg/Erzgeb) \| 462 m \| \| \| 19,884 \| Viadukt Raschau (112 m) \| Viadukt Raschau (112 m) \| \| \| 21,226 \| Pöhlabrücke (12 m) \| Pöhlabrücke (12 m) \| \| \| 21,414 \| Brücke Pöhlwasser (21 m) \| Brücke Pöhlwasser (21 m) \| \| \| \| Schmalspurbahn von Oberrittersgrün \| \| \| \| 21,440 \| Grünstädtel \| 441 m \| \| \| 21,680 \| Anst Scholz Recycling \| Anst Scholz Recycling \| \| \| 22,868 \| Anst Schuhmacher Packaging \| Anst Schuhmacher Packaging \| \| \| 23,211 \| Brücke Wildenau (64 m) \| Brücke Wildenau (64 m) \| \| \| 23,590 \| EÜ Wildenauer Weg (20 m) \| EÜ Wildenauer Weg (20 m) \| \| \| 23,575 \| Anst Waschgerätefabrik \| Anst Waschgerätefabrik \| \| \| 23,743 \| EÜ Bundesstraße 101 (21 m) \| EÜ Bundesstraße 101 (21 m) \| \| \| \| von Johanngeorgenstadt \| \| \| \| 24,114 \| Schwarzenberg (Erzgeb) \| 427 m \| \| \| \| nach Zwickau (Sachs) Hbf \| \| | |                                               |                                    |
| Strecke | | von Annaberg-Buchholz unt Bf                  | von Annaberg-Buchholz unt Bf       |
| Bahnhof | 0,000 | Annaberg-Buchholz Süd früher Buchholz (Sachs) | 574 m                              |
| Abzweig geradeaus und nach links | | nach Vejprty                                  | nach Vejprty                       |
| Brücke | 1,355 | EÜ Buchholzer Weg (39 m)                      | EÜ Buchholzer Weg (39 m)           |
| Kulminations-/Scheitelpunkt | | Scheitelpunkt                                 | 648 m                              |
| Brücke | 5,625 | Brücke Rosenbach (39 m)                       | Brücke Rosenbach (39 m)            |
| Abzweig geradeaus und ehemals von links | | von Crottendorf ob Bf                         | von Crottendorf ob Bf              |
| Bahnhof | 5,941 | Walthersdorf (Erzgeb)                         | 587 m                              |
| Brücke | 6,385 | Zschopaubrücke (47 m)                         | Zschopaubrücke (47 m)              |
| Brücke | 6,490 | Brücke Mühlgraben (37 m)                      | Brücke Mühlgraben (37 m)           |
| Bahnhof | 7,240 | Schlettau (Erzgeb)                            | 584 m                              |
| Abzweig geradeaus und ehemals nach rechts | 7,690 | Anst Agrochemisches Zentrum                   | Anst Agrochemisches Zentrum        |
| Haltepunkt / Haltestelle | 10,645 | Scheibenberg (ehem. Bf.)                      | 623 m                              |
| Abzweig geradeaus und ehemals nach rechts | | nach Zwönitz                                  | nach Zwönitz                       |
| Brücke | 16,093 | Viadukt Markersbach (236 m)                   | Viadukt Markersbach (236 m)        |
| Strecke mit Straßenbrücke | | Talbrücke Bundesstraße 101                    | Talbrücke Bundesstraße 101         |
| Brücke | 16,740 | EÜ Abrahamsbachtal (70 m)                     | EÜ Abrahamsbachtal (70 m)          |
| Brücke | 17,062 | Viadukt Mittweidatal (86 m)                   | Viadukt Mittweidatal (86 m)        |
| Strecke mit Straßenbrücke | | Talbrücke Bundesstraße 101                    | Talbrücke Bundesstraße 101         |
| Bahnhof | 18,130 | Markersbach (Erzgeb)                          | 484 m                              |
| Brücke | 18,50 | Brücke Mühlgraben (10 m)                      | Brücke Mühlgraben (10 m)           |
| Brücke | 18,601 | Brücke Große Mittweida (15 m)                 | Brücke Große Mittweida (15 m)      |
| Haltepunkt / Haltestelle | 19,400 | Raschau (b Schwarzenberg/Erzgeb)              | 462 m                              |
| Brücke | 19,884 | Viadukt Raschau (112 m)                       | Viadukt Raschau (112 m)            |
| Brücke | 21,226 | Pöhlabrücke (12 m)                            | Pöhlabrücke (12 m)                 |
| Brücke | 21,414 | Brücke Pöhlwasser (21 m)                      | Brücke Pöhlwasser (21 m)           |
| Abzweig geradeaus und ehemals von links | | Schmalspurbahn von Oberrittersgrün            | Schmalspurbahn von Oberrittersgrün |
| Bahnhof | 21,440 | Grünstädtel                                   | 441 m                              |
| Abzweig geradeaus und ehemals von links | 21,680 | Anst Scholz Recycling                         | Anst Scholz Recycling              |
| Abzweig geradeaus und ehemals von rechts | 22,868 | Anst Schuhmacher Packaging                    | Anst Schuhmacher Packaging         |
| Brücke | 23,211 | Brücke Wildenau (64 m)                        | Brücke Wildenau (64 m)             |
| Brücke | 23,590 | EÜ Wildenauer Weg (20 m)                      | EÜ Wildenauer Weg (20 m)           |
| Abzweig geradeaus und ehemals nach rechts | 23,575 | Anst Waschgerätefabrik                        | Anst Waschgerätefabrik             |
| Brücke | 23,743 | EÜ Bundesstraße 101 (21 m)                    | EÜ Bundesstraße 101 (21 m)         |
| Abzweig geradeaus und von links | | von Johanngeorgenstadt                        | von Johanngeorgenstadt             |
| Bahnhof | 24,114 | Schwarzenberg (Erzgeb)                        | 427 m                              |
| Strecke | | nach Zwickau (Sachs) Hbf                      | nach Zwickau (Sachs) Hbf           |

Die Bahnstrecke Annaberg-Buchholz–Schwarzenberg ist eine Nebenbahn in Sachsen. Sie zweigt in Annaberg-Buchholz von der Bahnstrecke Vejprty–Annaberg-Buchholz unt Bf ab und führt im Westerzgebirge über Schlettau und Scheibenberg nach Schwarzenberg/Erzgeb., wo sie in die Bahnstrecke Schwarzenberg–Zwickau einmündet. Die Strecke gehört seit 2001 zum DB RegioNetz Erzgebirgsbahn.
Seit dem Jahr 2018 dient die weitgehend verkehrslose Strecke als sogenanntes „Living Lab“ zur Erprobung und Entwicklung neuer Technologien im Eisenbahnverkehr.

## Geschichte

### Vorgeschichte und Bau
Erste Projekte zum Bau der Strecke von Annaberg nach Schwarzenberg stammten schon aus den 1850er Jahren. Die Annaberger Fabrikanten wollten über die Linie einen günstigen Transportweg für die Zwickauer Steinkohle erhalten, in Schwarzenberg erhoffte man sich eine bessere Verkehrsanbindung nach Böhmen. Es sollten jedoch noch etliche Jahre vergehen, bis das Projekt im Sächsischen Landtag in den Jahren 1883/84 eingehend untersucht wurde. Da die Strecke als wichtige Verbindungsbahn zwischen zwei schon existierenden normalspurigen Strecken vorgesehen war, schied eine schmalspurige Ausführung – wie seinerzeit allgemein üblich – von vornherein aus. 1886 wurde der Bau der Strecke als normalspurige Sekundärbahn gemeinsam mit der in Grünstädtel abzweigenden Schmalspurbahn nach Rittersgrün vom Sächsischen Landtag beschlossen. Kontroversen gab es zunächst noch um den Verknüpfungspunkt mit der Strecke Chemnitz–Weipert. Zur Wahl stand eine Streckenführung direkt von Buchholz oder eine technisch einfachere im Zschopautal von Schönfeld ausgehend. Man entschied sich letztlich für die kürzere, aber schwieriger zu trassierende Variante von Buchholz aus.
Gemeinsam mit der Schmalspurbahn Grünstädtel–Rittersgrün begannen im April 1888 die Bauarbeiten an der neuen Sekundärbahn Buchholz–Schwarzenberg. Die Arbeiten an der schwierig trassierten Strecke kamen recht schnell voran. In der Flur Mittweida/Erzg. musste zur Überquerung eines Seitentales der Großen Mittweida ein über 200 Meter langer Gerüstpfeilerviadukt errichtet werden, der zur Zeit seines Baues ob seiner einmaligen Fachwerkkonstruktion europaweites Aufsehen erregte.
Im Sommer 1889 war die abzweigende Schmalspurbahn Grünstädtel–Oberrittersgrün fertiggestellt. Die Schmalspurbahn nach Oberrittersgrün und der unschwierig trassierte Teilabschnitt Grünstädtel–Schwarzenberg der Regelspurstrecke wurden darum bereits am 1. Juli 1889 in Betrieb genommen.
Zwischen Buchholz und Grünstädtel war insbesondere der etwa 900 Meter lange Einschnitt auf der Wasserscheide zwischen Buchholz und Walthersdorf noch nicht fertiggestellt. Mehrere Erdrutsche an den Böschungen erzwangen dort letztlich noch eine Änderung der Baupläne. Man reduzierte die Tiefe des Einschnittes und nahm dafür eine etwas größere Streckenneigung in Kauf. Die größte Tiefe des Einschnittes beträgt seitdem etwa immer noch neun Meter.
Am 20. Oktober 1889 war der Gleisbau auf der Gesamtstrecke abgeschlossen. Die Abnahmefahrt am 13. November 1889 ergab keine wesentlichen Mängel. Am 30. November 1889 wurde die  Gesamtstrecke gemeinsam mit der abzweigenden Sekundärbahn von Walthersdorf nach Crottendorf mit einem Festzug für geladene Gäste eröffnet. Der ab 1. Dezember 1889 gültige Fahrplan verzeichnete insgesamt vier Personenzugpaare zwischen Buchholz und Schwarzenberg. Drei weitere verkehrten nur zwischen Buchholz und Schlettau. Die Streckengeschwindigkeit betrug zunächst – wie auf allen sächsischen Sekundärbahnen – 30 km/h. Die Fahrzeit des schnellsten Zuges betrug 78 Minuten, was einer Reisegeschwindigkeit von 18 km/h entspricht.

### Betrieb bis zum Zweiten Weltkrieg
Die Strecke entwickelte sich in den Folgejahren für die örtliche Industrie zu einer wichtigen Verbindung im Güterverkehr. Empfangen wurde insbesondere Kohle aus dem nordböhmischen Braunkohlerevier. Zum Versand kamen Blechwaren, Kartonagen, Holz und Bausteine. Im Reisezugverkehr war die Strecke dagegen weniger bedeutsam, auch weil ein Teil der Bahnhöfe recht weit von den zugehörenden Ortschaften entfernt lag.
Im Jahr 1898 begannen die Bauarbeiten an der bei Scheibenberg abzweigenden Strecke nach Zwönitz. Die neue Strecke bedingte unter anderem die Erweiterung der Bahnhöfe Scheibenberg und Schlettau, wo die Züge beginnen und enden sollten. Am 1. Mai 1900 wurde die Verbindung eröffnet.
Infolge des gestiegenen Verkehrsaufkommens band man die Reisezüge später über Buchholz hinaus von und nach Annaberg unt Bf durch. Der stetig wachsende Kohleverkehr aus Böhmen erforderte eine umfassende Erweiterung des Anschlussbahnhofes Buchholz, die von 1905 bis 1908 realisiert wurde.
Eine Zäsur im Eisenbahnbetrieb war der Erste Weltkrieg von 1914 bis 1918, der den Aufwärtstrend beendete. Ausbleibende Kohlelieferungen führten zu tageweisen Betriebseinstellungen im Jahr 1919. Ab 1921 zog zudem eine neu eingerichtete Kraftomnibuslinie der Kraftverkehrsgesellschaft Sachsen, die direkt durch die Ortschaften führte, Reisende ab.
Nach dem Ersten Weltkrieg gingen die Königlich Sächsischen Staatseisenbahnen in der 1920 gegründeten Deutschen Reichsbahn auf. Die Strecke wurde fortan von der Reichsbahndirektion Dresden verwaltet. Im Jahr 1926 wurde der Markersbacher Viadukt mit neuen Untergurten verstärkt und damit an die steigenden Zugmassen angepasst. Zeitgleich wurde der Oberbau der Strecke erneuert. Nach Abschluss der Arbeiten im Jahr 1928 benötigte der schnellste Reisezug zwischen Buchholz und Schwarzenberg 61 Minuten.
Im Zweiten Weltkrieg erlitt die Strecke nur geringe Zerstörungen, die schnell behoben werden konnten. Der Betrieb kam erst mit dem Kriegsende am 8. Mai 1945 zum Erliegen. Der größte Teil der Strecke lag danach für fast sechs Wochen in der unbesetzten Zone um Schwarzenberg, was eine rasche Wiederinbetriebnahme verhinderte. Erst nach der vollständigen Besetzung des Bahngebietes durch die Sowjetarmee am 21. Juni 1945 kam der planmäßige Bahnverkehr im Juli 1945 wieder in Gang.

### DDR-Zeit
Ab 19. August 1947 wurde die abzweigende Strecke nach Zwönitz als Reparationsleistung für die Sowjetunion abgebaut. Nach Intervention deutscher Behörden blieb der Abschnitt bis Elterlein ausgenommen und blieb in Betrieb. Im Jahr 1946 begann die sowjetische Besatzungsmacht im gesamten Erzgebirge mit der Förderung von Uranerzen, die für die Entwicklung und Produktion der Atombombe benötigt wurden. In Buchholz entstand eine Verladeanlage für die Uranerze. Für den Berufsverkehr zu den neu eingerichteten Bergwerken erlangte die Strecke innerhalb kürzester Zeit eine bislang nicht dagewesene Bedeutung. Schwere Erzzüge verkehrten über die Strecke Buchholz–Schwarzenberg wegen ihrer starken Neigungen dagegen nur unregelmäßig. Von 1948 bis 1951 wurde der Bahnhof Schwarzenberg (Erzgeb) vollkommen neu gebaut. Die Strecken von Johanngeorgenstadt und Buchholz münden seitdem von Osten parallel in den Bahnhof ein.
Ende der 1950er Jahre wurde der sowjetische Bergbau auf Uranerze im Bahngebiet weitgehend beendet und die Verkehrsverhältnisse normalisierten sich wieder. Um 1964 fanden Wirtschaftlichkeitsuntersuchungen zu einem möglichen Verkehrsträgerwechsel hin zum Straßenverkehr statt. Die mögliche Stilllegung der Strecke wurde vom damaligen Kreis Annaberg allerdings abgelehnt. Begründet war das im immer noch hohen Güterverkehrsaufkommen, das unter den vorhandenen Bedingungen nicht auf den Kraftverkehr verlagert werden konnte.
Ab 1. Juni 1969 verkehrte eine Kurswagengruppe des Schnellzuges D 2141 (Berlin–Bad Brambach) von Werdau über Schwarzenberg und Annaberg-Buchholz Süd von und nach Cranzahl. Dieser zunächst aus drei Wagen bestehende Schnellzug wurde dann in den 1970er Jahren wegen hoher Nachfrage aus acht Wagen gebildet. Für dessen Beförderung wurden planmäßig zwei Lokomotiven benötigt. Ende der 1970er Jahre wurde er auf anderem Laufweg durch einen Eilzug von Leipzig über Flöha nach Cranzahl ersetzt.
Nach der Stilllegung der Schmalspurbahn nach Oberrittersgrün entstand im Bahnhof Grünstädtel im Jahr 1972 auf dem freigewordenen Gleisareal ein Umschlaganlage für Baustoffe für das im Bau befindliche Pumpspeicherkraftwerk Markersbach. Bei Schlettau entstand um 1972 zudem eine Anschlussbahn für ein Agrochemisches Zentrum.
Bis 1978 wurden die bislang auf der Strecke eingesetzten Dampflokomotiven sukzessive durch moderne Diesellokomotiven abgelöst. Eine neue Zäsur war die 1981 beginnende Ölkrise in der DDR, als das aus der Sowjetunion importierte Erdöl nicht mehr in der benötigten Menge zur Verfügung stand. Die Deutsche Reichsbahn reaktivierte daraufhin viele bereits abgestellte, mit Kohle gefeuerte Dampflokomotiven und setzte sie anstatt von Diesellokomotiven planmäßig ein. Ab 1982 wurden auf der Strecke die meisten Züge erneut mit Dampflokomotiven gefördert. In jener Zeit erlangte die Strecke bei Eisenbahnfreunden europaweite Bekanntheit für diese Einsätze. Erst 1988 endete der planmäßige Dampflokomotiveinsatz erneut und endgültig. In jener Zeit wurde in Annaberg-Buchholz Süd ein Container-Umschlagplatz eingerichtet, wo insbesondere die Kühlschränke von dkk in Niederschmiedeberg  versandt wurden. Güterzüge mit ISO-Containern prägten fortan den Verkehr zwischen Annaberg-Buchholz und Schwarzenberg.
Im Frühjahr 1989 begannen Planungen seitens der Deutschen Reichsbahn, das 100-jährige Streckenjubiläum zu feiern. Wie auch an anderer Stelle wurden die Feierlichkeiten in den Sommer vorgezogen und ein umfangreiches Programm für die Öffentlichkeit umgesetzt. Auf dem Bahnhof Annaberg-Buchholz Süd wurden im Rahmen einer Festwoche vom 5. bis 13. August 1989 alte und neue Eisenbahnfahrzeuge in einer Ausstellung präsentiert. Dazu verkehrten einige Sonderzüge, die von Dampflokomotiven gefördert wurden.

### Der Niedergang nach der politischen Wende in der DDR

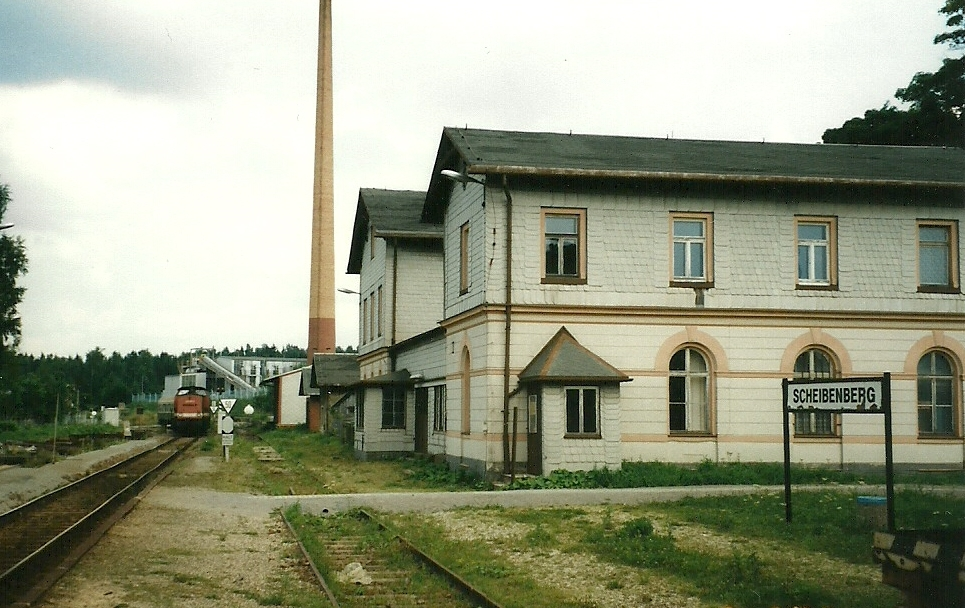
Bahnhof Scheibenberg mit planmäßigem Reisezug in Richtung Schwarzenberg (1997)

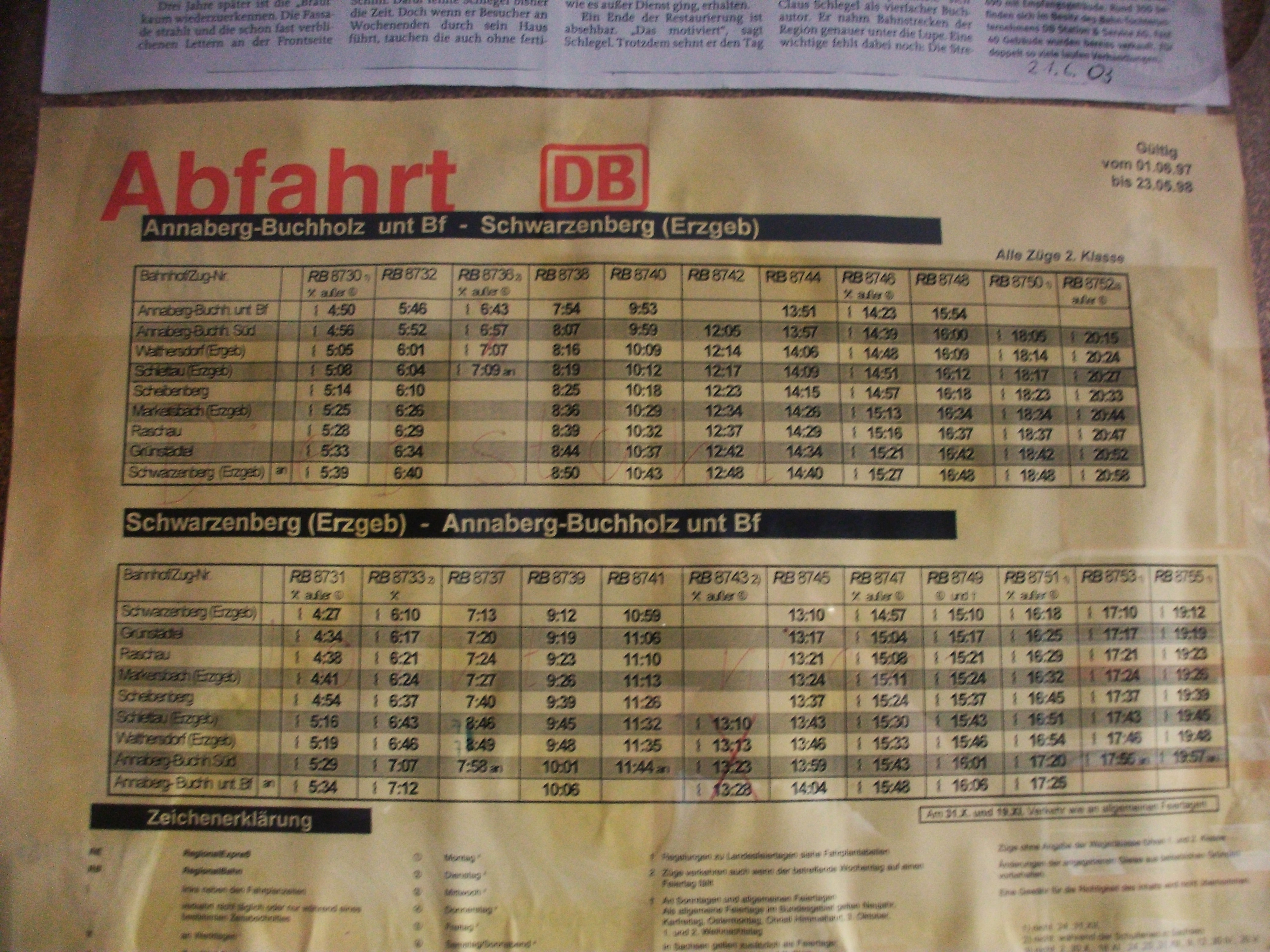
Letzter regulärer Fahrplan der Bahnstrecke Annaberg-Buchholz–Schwarzenberg von 1997

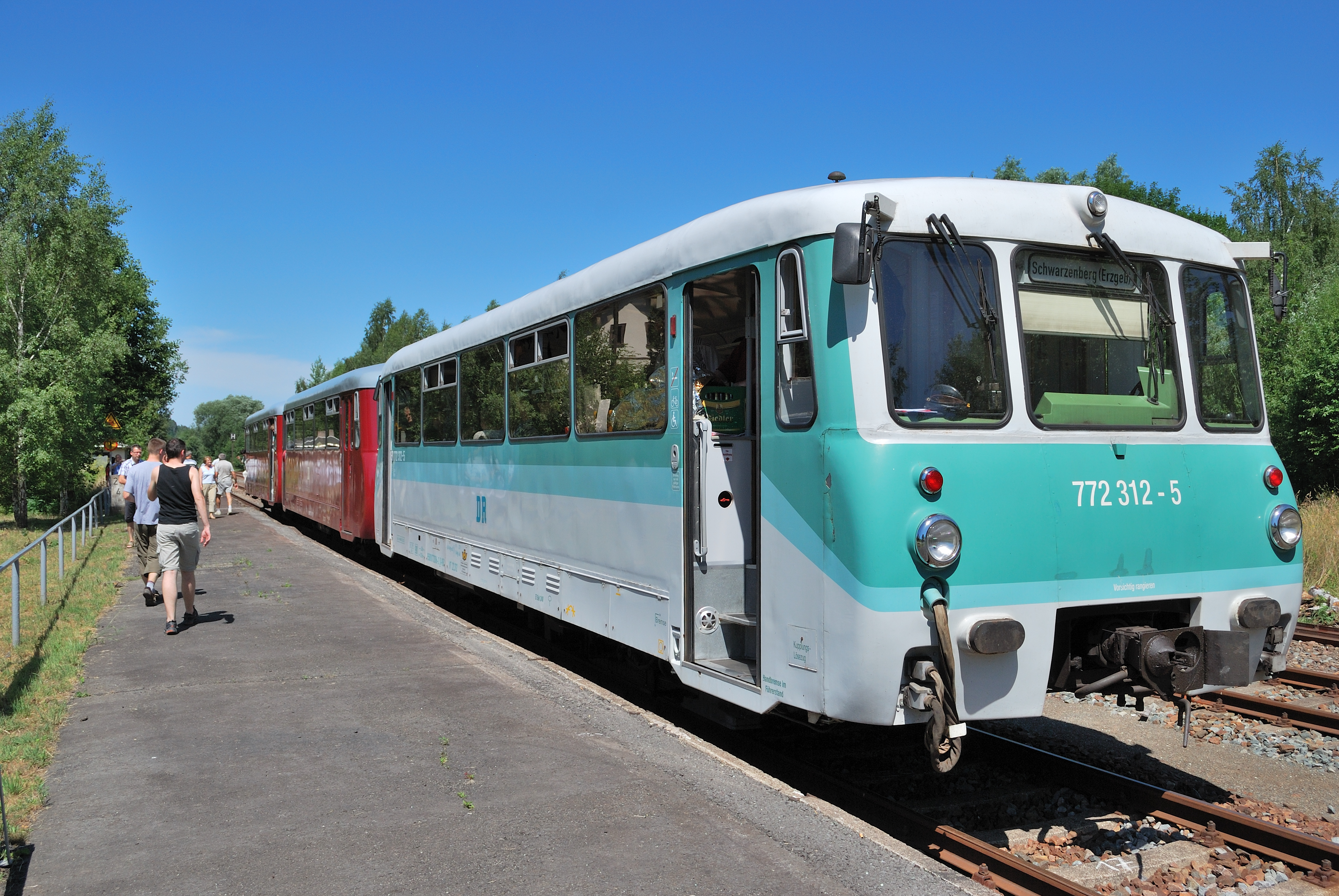
Triebwagenzug als „Erzgebirgische Aussichtsbahn“ in Grünstädtel (2010)

Die Wende in der DDR 1989/90 war auch für die Bahnstrecke Annaberg Buchholz Süd–Schwarzenberg mit erheblichen Veränderungen verbunden. Innerhalb kürzester Zeit stellte ein Großteil der Betriebe im Einzugsgebiet ihre Produktion ein, und die Verkehrsleistung im Personen- und Güterverkehr verminderte sich dramatisch. Am 31. Dezember 1994 wurde der Güterverkehr auf der Strecke eingestellt, lediglich der Bahnhof Grünstädtel blieb als Wagenladungspunkt bestehen. Zum 27. September 1997 wurde auch der zuletzt unbedeutende Reisezugverkehr durch den ÖPNV-Aufgabenträger Landesverkehrsgesellschaft Sachsen abbestellt.
Heute wird die Strecke nur noch von Sonderzügen, für Überführungsfahrten sowie für Gütertransporte benutzt, besonders im Jahr 2002, als die Strecke von Wolkenstein nach Annaberg-Buchholz zur Sanierung gesperrt war. Bis Dezember 2023 gab es noch planmäßigen Güterverkehr bis Grünstädtel, wo ein Schrotthändler ansässig ist. Seitdem wird Grünstädtel nur noch nach Bedarf bedient.

Seit dem Jahr 2009 wird die Strecke an einzelnen Wochenenden im Sommerhalbjahr als Erzgebirgische Aussichtsbahn für den touristischen Ausflugsverkehr genutzt. Verantwortliches Eisenbahnverkehrsunternehmen ist der Verein Sächsischer Eisenbahnfreunde e. V.
Vom 6. Februar bis 6. Mai 2014 lief eine Ausschreibung der DB RegioNetz Infrastruktur GmbH zwecks Übernahme und Weiterbetrieb der Strecke durch interessierte Eisenbahninfrastrukturunternehmen, ohne dass die Strecke an ein anderes Unternehmen abgegeben werden konnte.

### Teststrecke seit 2018

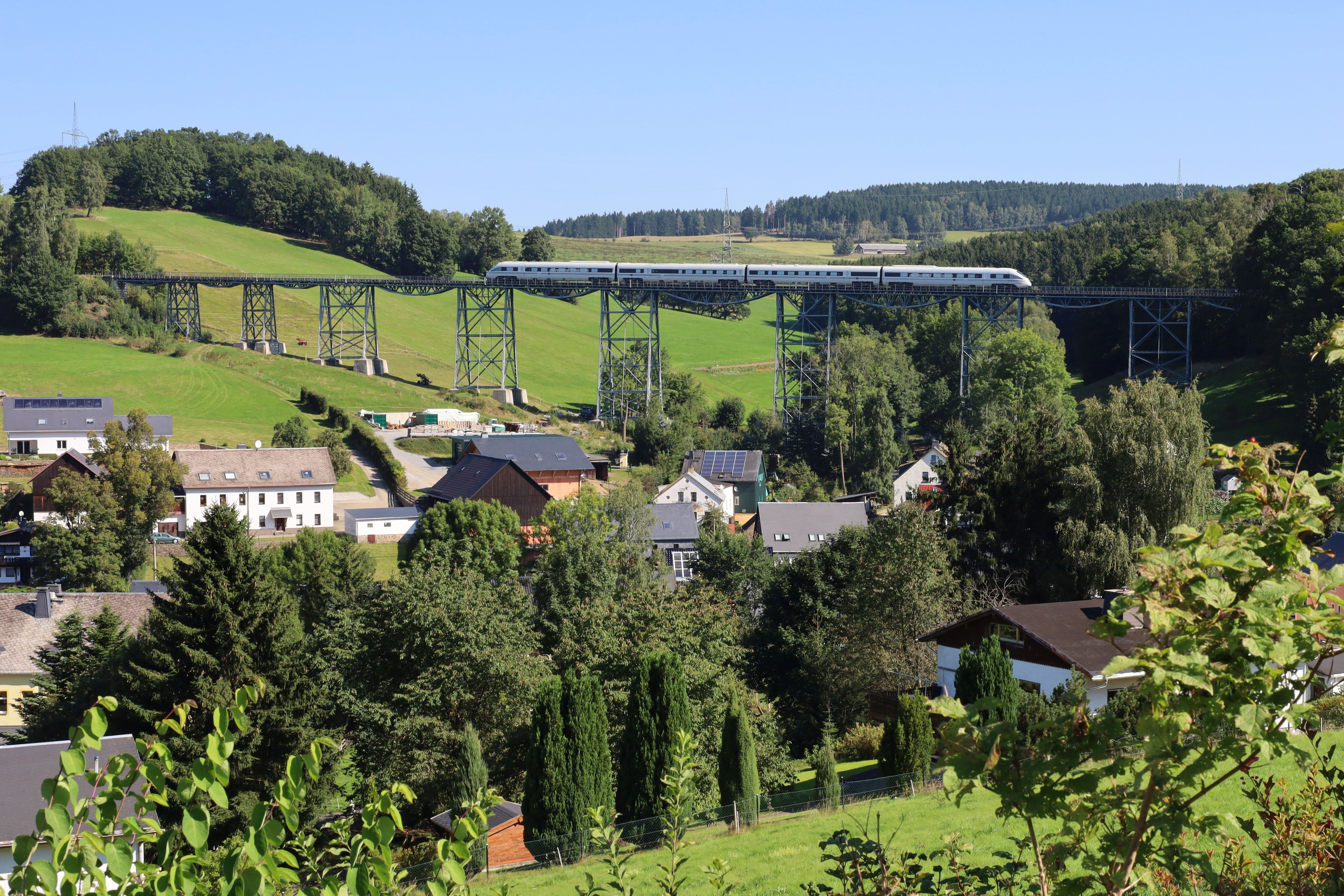
Advanced Trainlab auf dem Markersbacher Viadukt (2021)

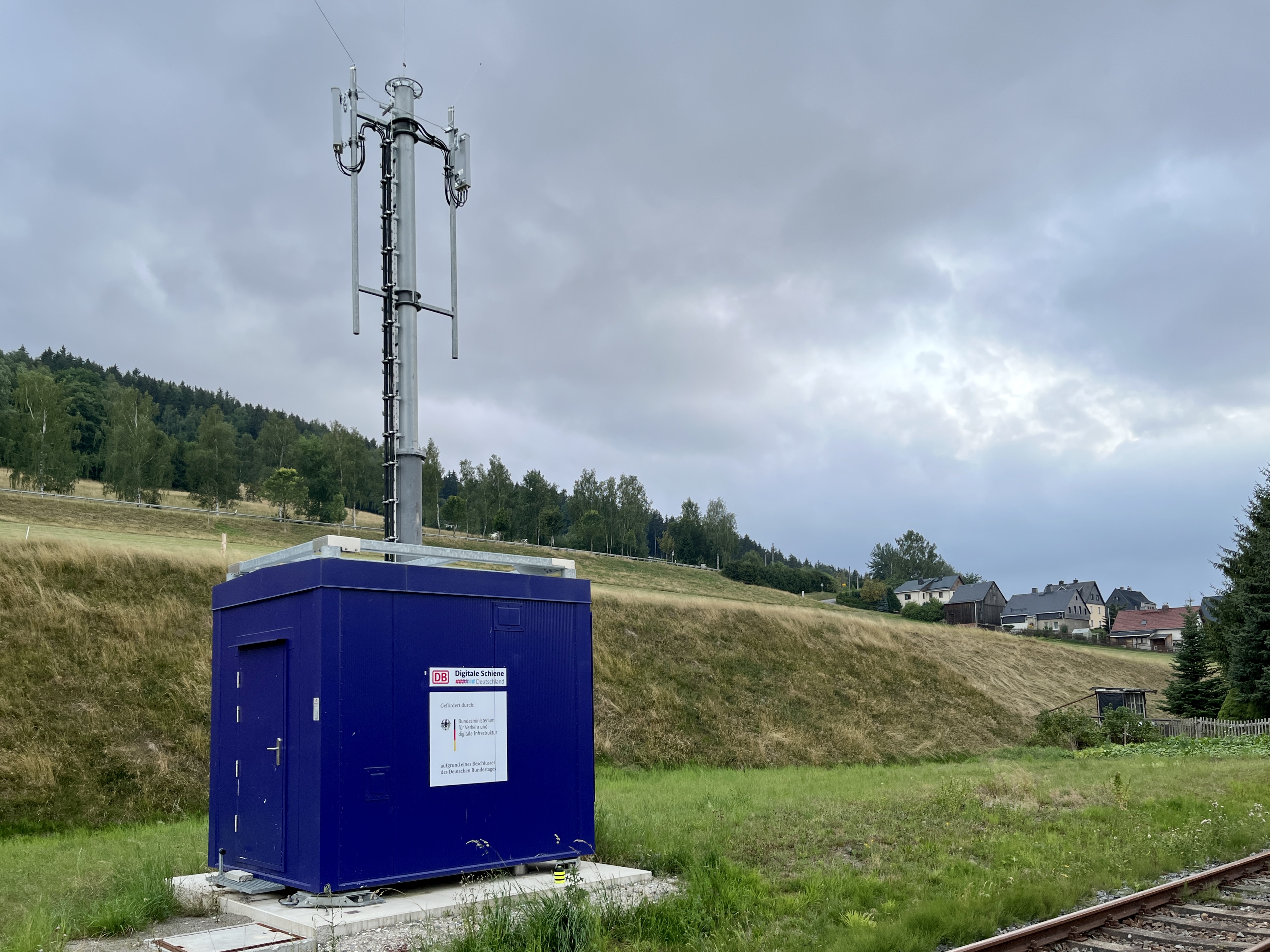
5G-Funkstation im Bahnhof Markersbach (2022)

Die Strecke ist seit 2018 Teil des „Living Lab“ von DB Netz, einer aus Teststrecke, Testfahrzeugen und besonderen betrieblichen Prozessen bestehenden Laborumgebung. Dabei sollen neue Bahntechniken erforscht, erprobt und entwickelt werden. In Kooperation mit Universitäten wird ferner ein „Forschungscampus für Innovative Bahntechnologien“ (Smart Rail Connectivity Campus) direkt am Living Lab aufgebaut. Teils wird auch die Strecke selbst als „Living Lab“ bezeichnet. Die Technik des Living Lab kann mit den Laboren von Signalbaufirmen zusammengeschaltet werden.
Am 6. September 2018 erfolgte auf der Strecke die erste Fahrt unter ETCS Level 3 im Netz der Deutschen Bahn. Die beiden Versuchsfahrzeuge wurden dabei von einem Radio Block Centre der Firma Thales am Standort Berlin geführt.
Am 17. September 2019 wurde weltweit erstmals im Bahnhof Schlettau ein Triebfahrzeug über 5G-Mobilfunk im teleooperierten Betrieb gefahren. Dazu befand sich der Triebfahrzeugführer in einem Container, von dem aus das Messfahrzeug 626 420 mit Hilfe einer Videoübertragung ferngesteuert wurde. Im November 2022 erfolgte dann in einem weiteren Schritt die Steuerung des Triebfahrzeugs aus 340 km Entfernung. Zu diesem Zwecke und für weitere Forschungsaktivitäten wurde im Bahnhof ein 35 m hoher, mobiler Gitterturm errichtet. Die gesamte Strecke und zusätzlich der weiterführende Streckenabschnitt bis Annaberg-Buchholz unt Bf sollte mit 5G versorgt werden, damit die TU Chemnitz und der Smart Rail Connectivity Campus die Kommunikation, Automatisierung und Digitalisierung im Bahnverkehr der Zukunft erforschen können. Entlang der Strecke wurden zwischen 2022 und 2024 insgesamt 22 öffentliche 5G-Mobilfunkstationen in Betrieb genommen bzw. um 5G erweitert und sollen für verschiedene Tests genutzt werden. Neben dem öffentlichen Netz des Mobilfunkproviders wird auch ein 5G Campus-Netz für die Forschung zur Verfügung stehen.
2021 wurde eine fünfmonatige Feldstudie mit LTE-Mobilfunk in einem zukünftig für Bahnanwendungen genutzten Frequenzband bei 1,9 GHz aufgenommen. Dafür wurden in einem Teilbereich der Strecke zwischen Schlettau und Markersbach acht 10 bis 15 m hohe Funkstandorte (Masten) aufgebaut.
Das Vorhaben der TU Chemnitz und der DB wird durch das Bundesministerium für Digitales und Verkehr mit 18 Millionen Euro gefördert.
Im Januar 2023 wurden Tests von ETCS Hybrid Level 3 angekündigt.
Bis 2034 soll die Strecke als Teil einer Verbindung von Cranzahl über Aue nach Chemnitz elektrifiziert werden.

## Streckenbeschreibung

### Verlauf

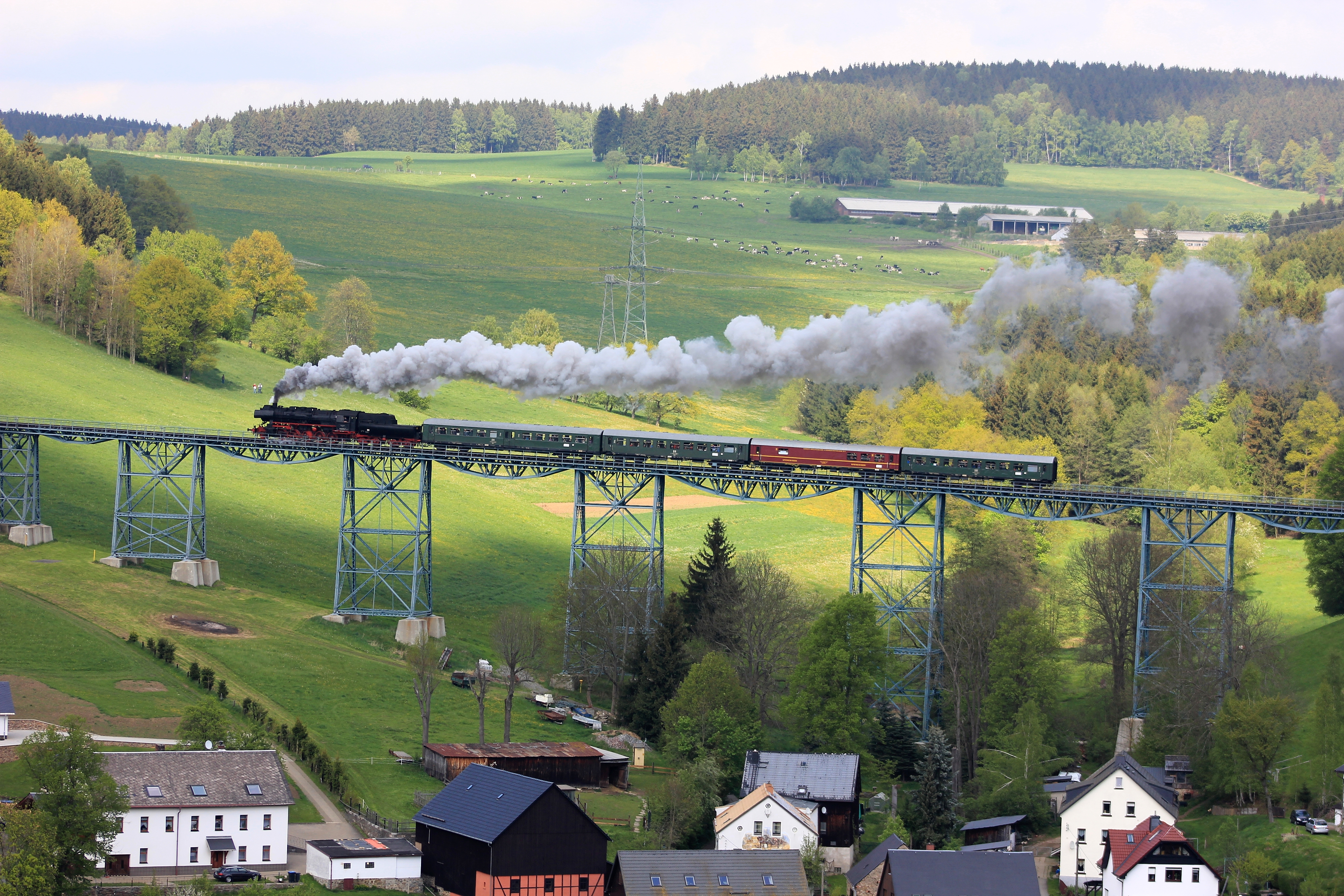
Markersbacher Viadukt

Die Strecke beginnt im Bahnhof Annaberg-Buchholz Süd und verlässt den Bahnhof südwärts parallel zum Gleis der Zschopautalbahn in Richtung Cranzahl–Vejprty. Am Hang des Sehmatales führt das Gleis nun stetig aufwärts, um oberhalb der Ortslage Sehma die Wasserscheide zur Zschopau zu überqueren. Im Gefälle führt die Strecke nun nach Walthersdorf (Erzgeb), wo bis 1996 die kurze Nebenbahn nach Crottendorf abzweigte. In einer langen Geraden überquert das Gleis die Zschopau und erreicht den Bahnhof Schlettau (Erzgeb). Ab Scheibenberg lag bis 1945 auf einem parallelen zweiten Gleis für die bis Schlettau durchgebundenen Züge die einstige Strecke nach Zwönitz. Am Abzweig dieser Trasse beginnt das lange Gefälle der Strecke hinab ins Tal der Großen Mittweida. Im Südosten den Elterleiner Ortsteil Schwarzbach streifend, führt die Linie oberhalb der Ortslage Markersbach über den imposanten Markersbacher Viadukt, um dann in einem engen 180°-Rechtsbogen den Bahnhof Markersbach (Erzgeb) zu erreichen. Entlang den im Mittweidatal gelegenen, langgestreckten Ortschaften Raschau und Grünstädtel erreicht die Bahn schließlich Schwarzenberg (Erzgeb).

### Betriebsstellen
Annaberg-Buchholz Süd ⊙
Der Bahnhof der damals selbstständigen Stadt Buchholz wurde am 3. August 1872 mit Eröffnung der Bahnstrecke Weipert-Annaberg in Betrieb genommen. Infolge der Vereinigung von Annaberg und Buchholz zu Annaberg-Buchholz trägt er seit 1949 den Namen Annaberg-Buchholz Süd.
Seit 1889 zweigt in Buchholz (heute Annaberg-Buchholz Süd) die als Sekundärbahn errichtete Bahnstrecke Annaberg-Buchholz–Schwarzenberg als Verbindungsstrecke zur Bahnstrecke Schwarzenberg–Zwickau in Richtung Aue (Sachs)–Zwickau von der Bahnstrecke Vejprty–Annaberg-Buchholz unt Bf ab. Am Bahnhof Annaberg-Buchholz Süd erproben Siemens und DB Netz seit 2014 eine für Siemens neue Stellwerksarchitektur von elektronischen Stellwerken, bei der die Kommunikation zwischen Stellwerksrechner und Signalen über ein IP-Netzwerk und mit einer standardisierten Schnittstelle „SCI-LS“ erfolgt. Dies erlaubt den Einsatz von preisgünstiger Netzwerkinfrastruktur, außerdem ermöglichen standardisierte Schnittstellen die Einbindung von LST-Komponenten unterschiedlicher Hersteller.
Walthersdorf (Erzgeb) ⊙

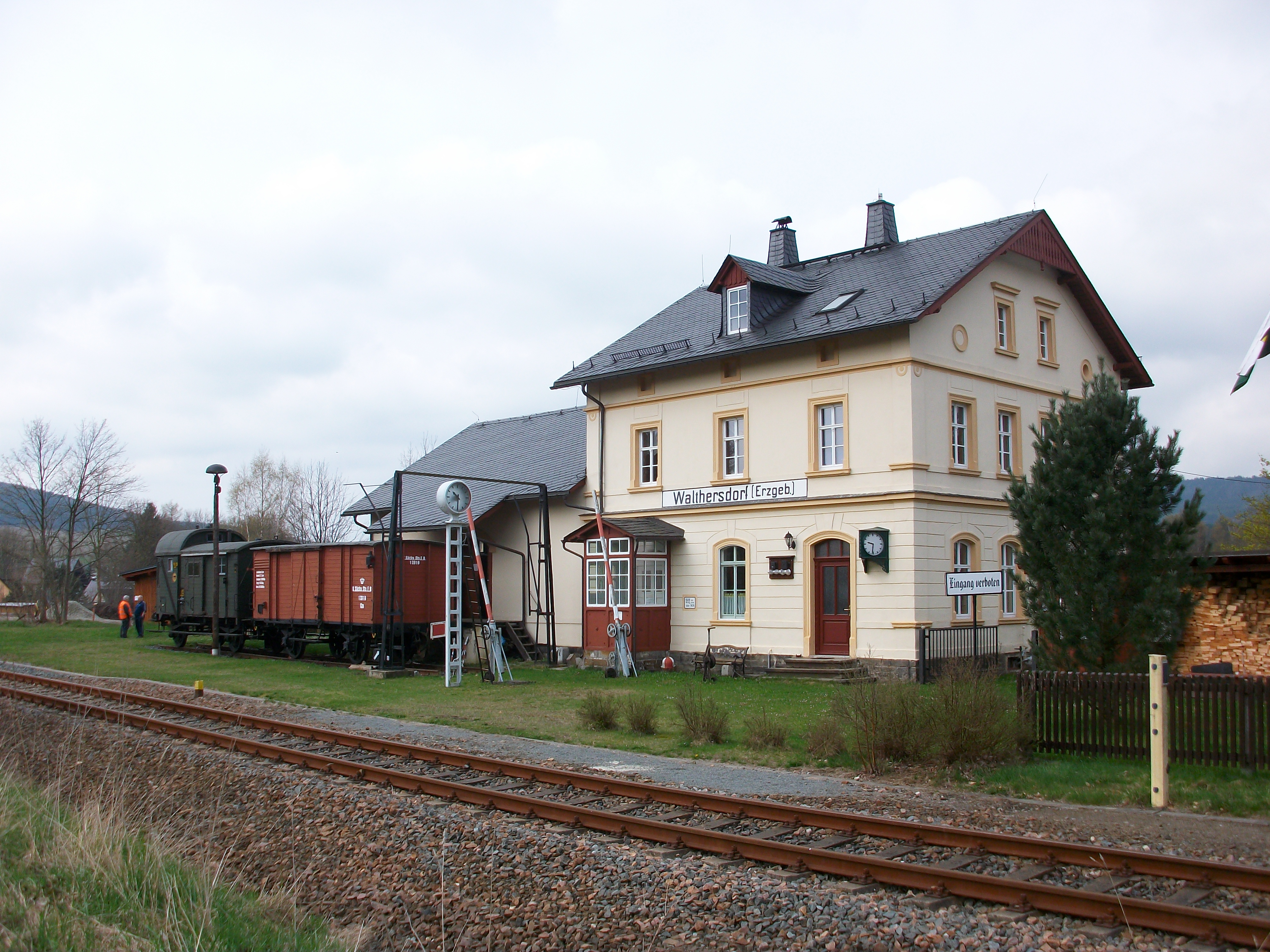
Bahnhof Walthersdorf (Erzgeb) (2016)

Im Bahnhof Walthersdorf (Erzgeb) zweigte seit der Eröffnung im Jahr 1889 die normalspurige Sekundärbahn nach Crottendorf ab. Sie wurde 1999 stillgelegt, nachdem der Personenverkehr bereits 1996 eingestellt wurde. Das Empfangsgebäude des Bahnhofs Walthersdorf (Erzgeb) beherbergt ein kleines Eisenbahnmuseum.
Die Station trug folgende Namen:
- bis 1905: Waltersdorf Haltestelle
- bis 1910: Waltersdorf Bahnhof
- bis 1911: Walthersdorf i Sachsen
- bis 1921: Walthersdorf (Sa)
- seit 1921: Walthersdorf (Erzgeb)

Schlettau (Erzgeb) ⊙

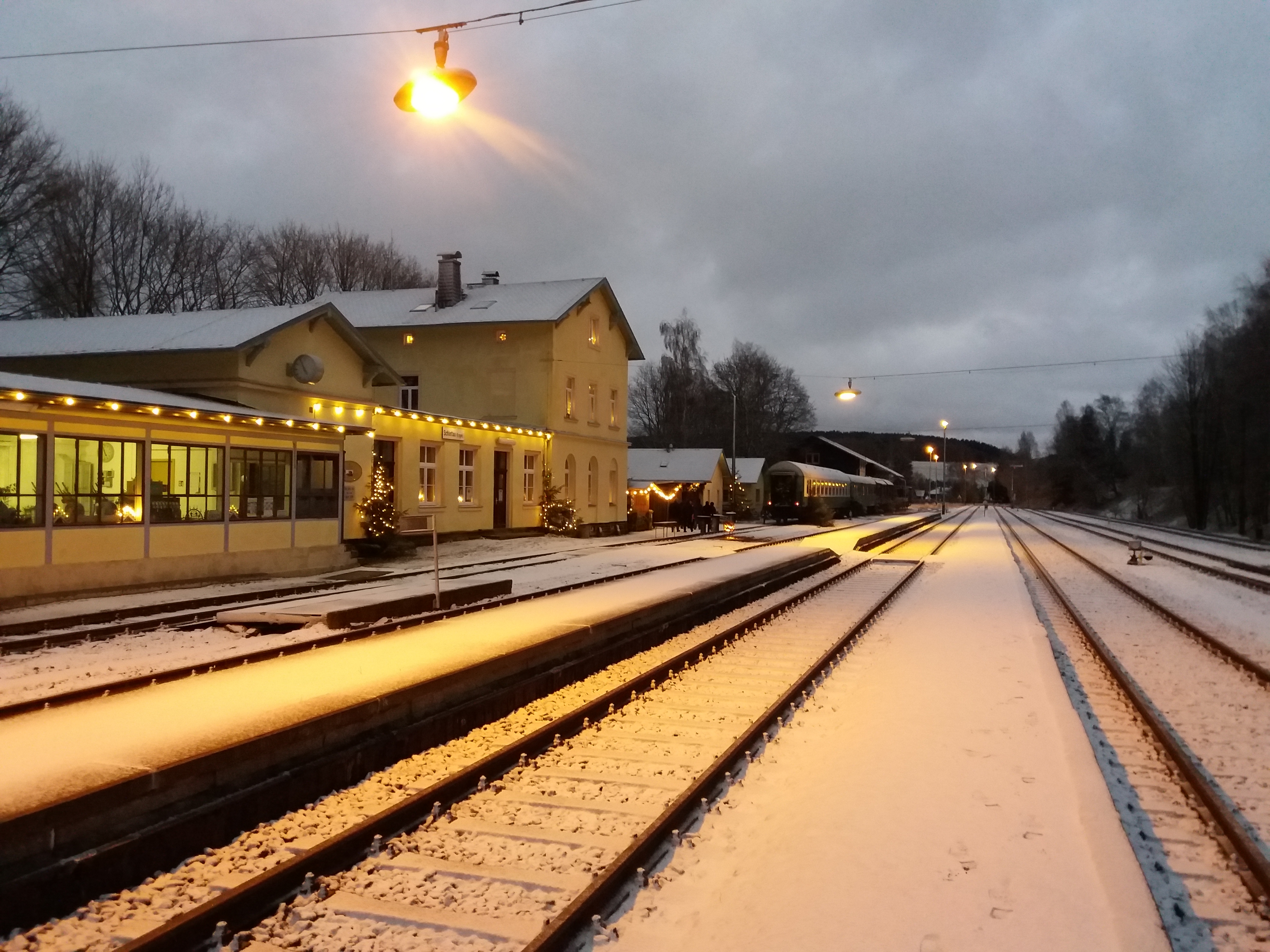
Bahnhof Schlettau (2018)

Die Haltestelle Schlettau wurde am 1. Dezember 1889 eröffnet und 1896 zum Bahnhof gewidmet. 1911 erfolgte die Umbenennung in Schlettau (Erzgeb). Die Züge der ebenfalls 1889 eröffneten normalspurigen Bahnstrecke Walthersdorf (Erzgeb)-Crottendorf ob Bf verkehrten stets bis Schlettau (Erzgeb).
Scheibenberg ⊙
Der Haltepunkt Scheibenberg wurde am 1. Dezember 1889 eröffnet und 1905 zum Bahnhof gewidmet. Seit 1900 war er Endpunkt der Bahnstrecke Zwönitz–Scheibenberg, die 1966 eingestellt wurde. 1994 wurde Scheibenberg zum Haltepunkt abgestuft.
Markersbach (Erzgeb) ⊙

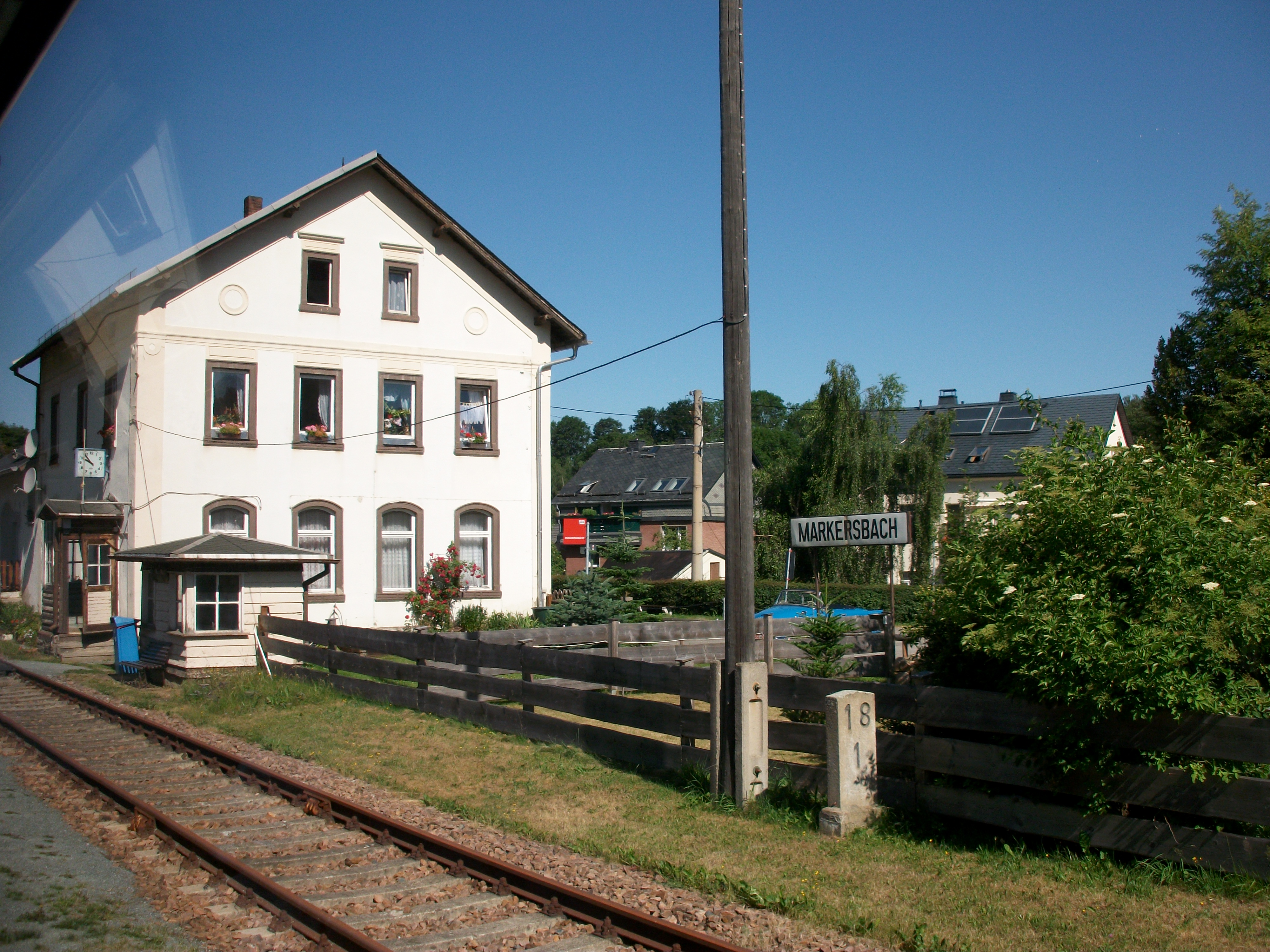
Bahnhof Markersbach (Erzgeb) (2010)

Aus Richtung Annaberg-Buchholz kommend, befindet sich der Bahnhof Markersbach (Erzgeb) bereits im Tal der Großen Mittweida, nachdem die Bahn den Markersbacher Viadukt und drei weitere kleine Viadukte in einem weiten Bogen überquert hat. Eröffnet wurde die Haltestelle Mittweida-Markersbach am 1. Dezember 1889. Seit 1905 ist die Station ein Bahnhof. Nach der Eingemeindung von Mittweida nach Markersbach wurde der Bahnhof im Jahr 1935 in Markersbach (Erzgeb) umbenannt.
Raschau (b Schwarzenberg/Erzgeb) ⊙

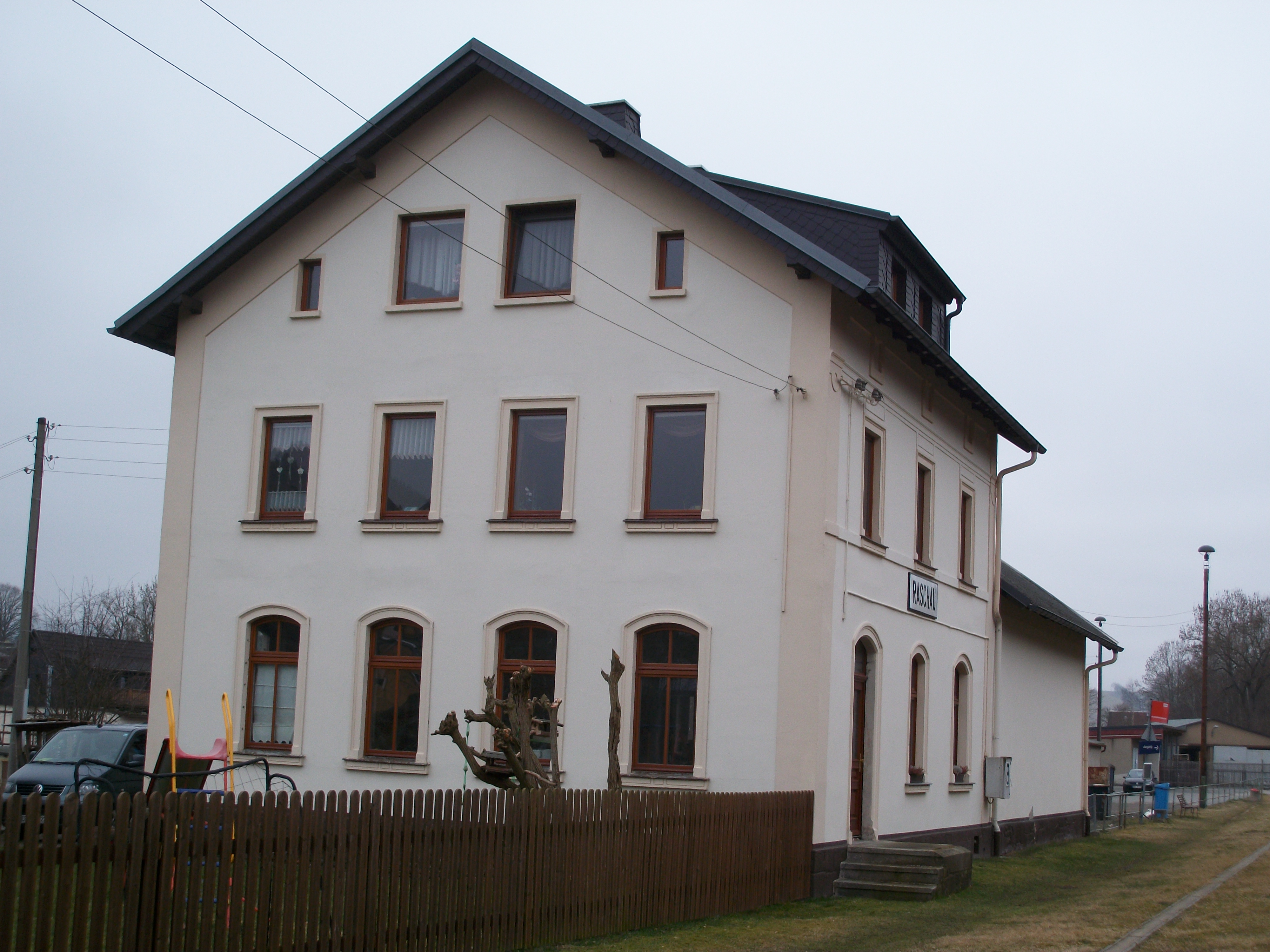
Bahnhof Raschau (2016)

Die Haltestelle Raschau wurde am 1. Dezember 1889 eröffnet und 1905 zum Bahnhof ernannt. Er trug folgende Namen:
- bis 1911: Raschau
- bis 1935: Raschau (b Schwarzenberg)
- seit 1935:  Raschau (b Schwarzenberg/Erzgeb)

Am 28. September 1997 endeten die planmäßigen Halte in Raschau. Seit 2009 ist der Bahnhof ein Halt der Erzgebirgischen Aussichtsbahn. Das ehemalige Empfangsgebäude wird als Wohnhaus genutzt.
Grünstädtel ⊙

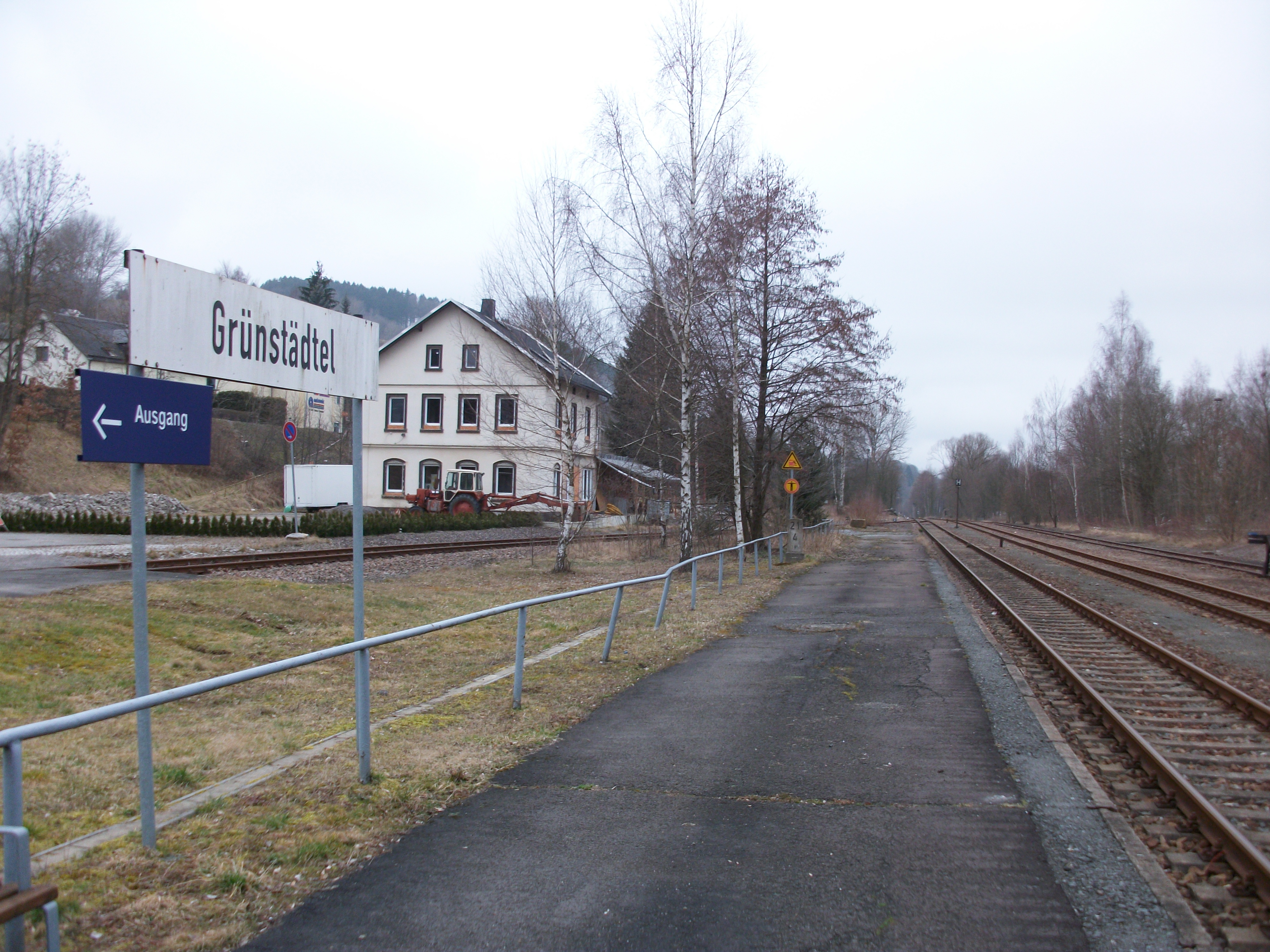
Bahnhof Grünstädtel mit Empfangsgebäude (2016)

Der Bahnhof Grünstädtel war bis 1971 Spurwechselbahnhof zur Schmalspurbahn Grünstädtel–Oberrittersgrün. Ab 1971 wurden in Grünstädtel die Baumaterialien für das Pumpspeicherwerk Markersbach umgeschlagen. Die seinerzeit dafür aufgebaute Anschlussbahn wird heute durch einen Schrotthandel nachgenutzt, der auch heute noch gelegentlich im Güterverkehr bedient wird. Das frühere Empfangsgebäude wird als Wohnhaus nachgenutzt.
Schwarzenberg (Erzgeb) ⊙
Der Bahnhof Schwarzenberg (Erzgeb) wurde 1854 als Endpunkt der Obererzgebirgischen Bahn von Zwickau eröffnet. Im Zuge des Baues der Strecken Johanngeorgenstadt–Schwarzenberg (1884) und Buchholz–Schwarzenberg (1889) wurde er erstmals deutlich erweitert. Seine endgültige Größe erhielt er im Zuge des zweigleisigen Ausbaues der gesamten Verbindung von Zwickau nach Johanngeorgenstadt Anfang der 1950er Jahre. In dieser Zeit war auch die kleine Lokomotiveinsatzstelle zum Bahnbetriebswerk erhoben.